# NGC 301
NGC 301 est une galaxie lenticulaire située dans la constellation de la Baleine. NGC 301 a été découverte par l'astronome américain Frank Müller en 1886.

## Caractéristiques
Sa vitesse par rapport au fond diffus cosmologique est de 6 548 ± 22 km/s, ce qui correspond à une distance de Hubble de 95,3 ± 6,7 Mpc (∼311 millions d'al).